# Anampses elegans
 Anampses elegans és una espècie de peix de la família dels làbrids i de l'ordre dels perciformes.

## Morfologia
Els mascles poden assolir els 29 cm de longitud total.

## Distribució geogràfica
Es troba a Austràlia, Nova Zelanda i l'Illa de Pasqua.